# Joan Domènech i Moner
Joan Domènech i Moner (Lloret de Mar, 29 de juliol de 1943 - 9 de novembre de 2023) era un mestre i historiador català, autor de nombrosos llibres i articles, la majoria relacionats amb la història de Lloret.

## Biografia
Joan Domènech va estudiar al Liceu francès de Barcelona. Després va cursar Magisteri a l'Escola Normal de Girona i la Llicenciatura en Filosofia i Lletres (Història) al Col·legi Universitari de Girona i a la Universitat Autònoma de Barcelona.
Va treballar durant anys com a mestre de primària a tres escoles de Lloret, essent, durant tres anys, director d'una d'elles, l'Esteve Carles. Va ser regidor de l'Ajuntament de Lloret des de l'any 1973 i també en va ser el primer alcalde democràtic després del franquisme, de 1979 a 1983. Va tornar a ser de regidor entre els anys 1995 i 1999. També va ser president de l'àrea d'Ensenyament, Cultura i Publicacions de la Diputació de Girona. Va ser delegat de Cultura de la Generalitat de Catalunya a Girona de 1996 a 2003. Després va retornar a l'ensenyament a l'Institut Rocagrossa de Lloret. Va escriure molts articles periodístics i d'investigació històrica. Des de molt jove va col·laborar en diverses publicacions locals i comarcals, com la revista Lloret Gaceta. Va ser corresponsal d'El Noticiero Universal, durant deu anys i del Diari de Barcelona, durant set anys. Col·laborava quinzenalment amb el diari El Punt, que es va transformar en l’actual ‘El Punt Avui' el 2011, del qual va ser membre del Consell Editorial. També col·laborava amb la Revista de Girona, de la qual ere membre del Consell Assessor. Va dirigir la col·lecció Quaderns de la Revista de Girona. A més, va ser autor d'una trentena de llibres que abastaven temàtiques diverses, com ara biografies d'artistes, estudis sobre la música popular i l'ensenyament, història d'entitats, narracions de viatges per mar i el món del turisme, entre d'altres. També va escriure una vintena d’obres de teatre, comèdies satíriques de tres actes, totes amb un enfocament local de Lloret. Anualment, des de 1991 fins al 2008, n’estrenava una nova obra que esdevingué un dels moments clàssics i populars de la Festa Major d’Hivern de Lloret.
Va ser membre de nombroses organitzacions de caràcter social i cultural. Formava part del Centre d'Estudis Selvatans, entitat de la qual n'havia estat membre fundador i dirigent. Va ser president de l'Obreria de Santa Cristina durant setze anys, i després de trenta anys seguits com a secretari, presidia el Club Marina Casinet. Des d'aquestes entitats va impulsar activitats culturals i l'edició de llibres sobre Lloret. Era membre de la Fundació Fita, la Fundació Valvi, el Patronat Eiximenis de la Diputació i el Centre d'Estudis Selvatans. També era membre de la Fundació Prudenci Bertrana, la qual va presidir aquesta fundació des de novembre de 2014 fins al maig de 2021. La Fundació Prudenci Bertrana atorga anualment el premis literaris de Girona, entre els quals cal destacar el premi Prudenci Bertrana de novel·la.

## Obres
- La Casa de la Vila seu de l'Ajuntament: història, valor i sentit (1982)
- Cinquanta anys d'esforç turístic a Lloret de Mar (1982)
- Història dels casinos de Lloret (1982)
- Beget i la seva rodalia (1987)
- Joan Llaverias: pintor de Lloret (1988)
- Domènec Moner: un compositor lloretenc (1991)
- Beget: història, art i natura (1993)
- La Pesca (Guia dels Quaderns de la Revista de Girona) (1994)
- 25 anys junts: 25è aniversari de l'Agrupació d'Aplecs Sardanistes de les Comarques Gironines (1995)
- Lloret antic (1996)
- Girona a quatre vents (1998)
- Fèlix Casellas Casademont: aproximació biogràfica (1999)
- Lluís Albert, un home apassionat (Col·lecció Mos) (2001)
- El Cant coral a Lloret (2002)
- L'Ensenyament a Lloret de Mar: 1599-1936 (2002)
- Fèlix Martínez Comín i Pepita Llunell: una parella unida per l'amor i la música (Col·lecció Mos) (2003)
- Lloret de Mar (2004)
- Martirià Botet i Rosalts: armador i navilier de Lloret (2004)
- Lloret, ahir i avui (2005)
- Josep Viader i Moliner: de la música de cobla a la polifonia (Col·lecció Mos, 2005)
- Maria Àngels Alemany: una mestra, mestra (2006)
- Cinquanta anys del Club Marina "el Casinet" i els seus antecedents (2006)
- El Ball de plaça i l'Obreria de Santa Cristina de Lloret de Mar (2006)
- Beget: un ric patrimoni històric i natural (Opuscle, 2007)
- Beget: les cases, l'església i la gent d'un poble sense presses (2008)
- El Trull de Lloret: 40 anys (2008)
- Domènec Moner i Basart: un compositor lloretenc a Barcelona (Col·lecció Mos) (2009)
- L'Església Parroquial de Sant Romà de Lloret de Mar: 1509-2009 (2011)
- El Clergue Joaquim Torramilans i Pujolar (1778-1836) (2011)
- Tortellà: músics i culleraires (2013)
- L'Època d'Olot (2014)
- Domènec Fita: l'home de l'art integrat (Edició de la Diputació de Girona) (2014)
- Moments intensos (Edició del Club Marina Casinet) (2018)
- El Lloret festiu i la sardana (2019)
- 50 anys d’aplecs gironins (2020)
- L´ Atractiu d'Amèrica (2020)
- Agustí M. Vilà i Galí, un navegant de terra ferma (Col·lecció Sa Caravera) (2021)
- Beget (Cuaderns de la Revista de Girona) (2022)